# Samotność we dwoje
Samotność we dwoje – polski film psychologiczny z 1968 roku  w reżyserii Stanisława Różewicza na podstawie opowiadania Karola Ludwika Konińskiego Straszny czwartek w domu pastora.

## Główne role
- Mieczysław Voit[1] – pastor Hubina
- Barbara Horawianka[1] – Edyta, żona Hubiny
- Ignacy Gogolewski[1] – Adalbert von Kschitzky
- Kazimierz Dejunowicz – lekarz
- Krystyna Feldman – wiejska kobieta
- Svatava Hubeniakova[1] – Anna, siostra Edyty
- Eugeniusz Kamiński – mężczyzna na stypie
- Janusz Kłosiński – Kadulok
- Stanisław Milski – Zając
- Józef Nalberczak[1] – Kasperlik
- Wanda Neumann[1] – Hanka, służąca Hubinów
- Iza Nowocin[1] – Olesia, córka Hubinów
- Janusz Paluszkiewicz[1] – gajowy Józef
- Leszek Pankowski[1] – Bogdanek, syn Hubinów

## Fabuła
Syn pastora Hubina ginie stratowany przez spłoszone konie. Tragedia niszczy spokój i szczęście rodziny. Edyta przeżywa załamanie psychiczne. Z tego powodu jedzie do swojej siostry w Pradze. Tam poznaje nauczyciela muzyki von Kschitzky'ego, z którym po pewnym czasie przyjeżdża do domu.
Adalbert uczy Olesię muzyki i jednocześnie stara się o jej względy. Czyni to w sposób tak ostentacyjny, że pastor pozbywa się gościa.
Małżonkowie nie potrafią już żyć ze sobą i Edyta odchodzi od pastora.